# Ceratina saundersi
Ceratina saundersi är en biart som beskrevs av Daly 1983. Ceratina saundersi ingår i släktet märgbin, och familjen långtungebin. Inga underarter finns listade i Catalogue of Life.